# Dharma Productions
Dharma Productions Pvt. Ltd. est une société de production cinématographique indienne fondée par Yash Johar en 1976. Depuis 2004, elle est dirigée par son fils, le réalisateur Karan Johar.

## Histoire
Après avoir travaillé pour de grandes sociétés de productions internationales et indiennes, notamment Navketan Films de Dev Anand pour laquelle il produit entre autres Guide et Haré Raama Haré Krishna, Yash Johar fonde sa propre société de production en 1976, Dharma Productions. Il obtient plusieurs succès commerciaux, Dostana (Raj Khosla, 1980), ou critiques, Agneepath (Mukul S. Anand, 1990). Associé à la direction de la société à partir de 1996, son fils Karan en prend la tête à la mort de Yash Johar en 2004.

## Films produits
| Année | Titre                     | Réalisation        |
| ----- | ------------------------- | ------------------ |
| 1980  | Dostana                   | Raj Khosla         |
| 1984  | Duniya                    | Ramesh Talwar      |
| 1987  | Muqaddar Ka Faisla        | Prakash Mehra      |
| 1990  | Agneepath                 | Mukul S. Anand     |
| 1993  | Gumrah                    | Mahesh Bhatt       |
| 1998  | Duplicate                 | Mahesh Bhatt       |
| 1998  | Kuch Kuch Hota Hai        | Karan Johar        |
| 2001  | Kabhi Khushi Kabhie Gham  | Karan Johar        |
| 2003  | Kal Ho Naa Ho             | Nikhil Advani      |
| 2005  | Kaal                      | Soham Shah         |
| 2006  | Kabhi Alvida Naa Kehna    | Karan Johar        |
| 2008  | Dostana                   | Tarun Mansukhani   |
| 2009  | Wake Up Sid               | Ayan Mukerji       |
| 2009  | Kurbaan                   | Rensil D'Silva     |
| 2010  | I Hate Luv Storys         | Punit Malhotra     |
| 2010  | We Are Family             | Siddharth Malhotra |
| 2012  | Koochie Koochie Hota Hain | Tarun Mansukhani   |
| 2012  | Agneepath                 | Karan Malhotra     |
| 2012  | Ek Main Aur Ekk Tu        | Shakun Batra       |
| 2012  | Student of the Year       | Karan Johar        |
| 2013  | Yeh Jawaani Hai Deewani   | Ayan Mukerji       |
| 2013  | Gori Tere Pyaar Mein      | Punit Malhotra     |
| 2015  | Brothers                  | Karan Malhotra     |
| 2015  | Shaandaar                 | Vikas Bahl         |
| 2016  | Kapoor & Sons             | Shakun Batra       |
| 2016  | Baar Baar Dekho           | Nitya Mehra        |
| 2016  | Ae Dil Hai Mushkil        | Karan Johar        |
| 2016  | Dear Zindagi              | Gauri Shinde       |
| 2017  | Ok Jaanu                  | Shaad Ali          |
| 2017  | Badrinath Ki Dulhania     | Shashank Khaitan   |